# دارين تيليس
دارين تيليس (بالإنجليزية: Darren Tillis)‏ مواليد 23 فبراير 1960 في دالاس، هو مدرب كرة سلة أمريكي ولاعب معتزل. بدأ مسيرته الاحترافية في سنة 1982. تم اختياره من قبل فريق بوسطن سيلتكس خلال الدرافت. يبلغ طوله 6 قدم 11 بوصة (2.1 م). اعتزل اللعب في 1991.

## المسيرة الاحترافية
لعب مع بوسطن سيلتكس في موسم 1982–1983، ثم لعب مع كليفلاند كافالييرز في سنة 1983، ثم لعب مع غولدن ستايت ووريورز في موسم 1983–1984، ثم لعب مع فيكتوريا يبرتاس بيزارو في الدوري الإيطالي من سنة 1984 إلى 1986.

## روابط خارجية
- دارين تيليس على موقع إن بي أي (الإنجليزية)
- دارين تيليس على موقع سبورتس رفرنس (الإنجليزية)
- دارين تيليس على موقع الدوري الإسباني لكرة السلة (الإسبانية)
- دارين تيليس على موقع كلية كرة السلة في سبورتس رفرنس.كوم (الإنجليزية)
- دارين تيليس على موقع ريلجم (الإنجليزية)
- دارين تيليس على موقع بروبوليرز (الإنجليزية)
- دارين تيليس على موقع سبورتس رفرنس (الإنجليزية)